# Castel Paterno
Castel Paterno was een kasteel, dat zich bevond op het grondgebied Faleria, een gemeente in de Italiaanse provincie Viterbo (regio Lazio). Vandaag is het een ruïne. Er zijn nog steeds indrukwekkende overblijfselen van de muren, en een grote gewelfde toegangsdeur, een poterne. Het ligt op het einde van een heuvel die wordt begrensd door twee diepe greppels, aan de samenvloeiing van de Treja. Het heeft een onregelmatig plan, de oostkant is bijna volledig ingestort. Het was gemakkelijk te verdedigen, omdat het aan drie kanten wordt omgeven door ontoegankelijke steile hellingen.

## Geschiedenis
Toen keizer Otto III op weg was van Noord-Italië naar Rome via de Via Flaminia, werd hij ter hoogte van Civita Castellana ziek, vermoedelijk door malaria. Het hof stopte in het Castel Paterno. Enkele dagen later stierf keizer Otto III er op 24 januari 1002 op 21-jarige leeftijd.
In de 13e eeuw werd het kasteel een klooster, daarna werd het eigendom van de familie Anguillara. Reeds in de 16e eeuw werd het kasteel beschreven als "vernietigd"

## Trivia
Een Faleriaanse legende vertelt over de schat van de keizer, een kip met daaronder zeven gouden kuikens.

## Weblink
- Castel Paterno